# Bob Vylan
Bob Vylan es un dúo de punk rap de Londres. Su obra fusiona elementos del punk, hip hop, grime y hardcore, e incluye críticas al establishment británico, la desigualdad, el racismo, el sexismo y la homofobia. Los nombres auténticos de sus miembros son Bobby Vylan en voz y guitarra, y Bobbie Vylan en la batería. Los dos miembros prefieren no difundir sus nombres reales para mantener su privacidad frente a lo que describen como un estado de vigilancia.
Han lanzado cuatro álbumes, desde Dread en 2019 hasta Humble as the Sun en 2024. El grupo se opone a la ocupación de los territorios palestinos por parte del gobierno de Israel y al genocidio de Gaza. Generaron controversia durante su actuación en el Festival de Glastonbury de 2025 por corear, entre otros cánticos a favor de Palestina, la frase "Death to the IDF" (Muerte a las fuerzas armadas israelíes). La administración Trump anuló sus visas para entrar en Estados Unidos, lo cual les hizo imposible realizar la gira que tenían prevista allí.

## Historia
La banda fue creada en 2017 por el cantante-guitarrista Bobby Vylan y el baterista Bobbie Vylan en Ipswich. Su primer concierto tuvo lugar dos semanas después. Bobby participó en slam poetry cuando era adolescente bajo el nombre de Nee Hi y recibió cobertura de la BBC a mediados de la década de 2000.
En el primer año de la banda, Bob Vylan lanzó cuatro sencillos y dos EP, Dread y Vylan, a través de su propio sello, Ghost Theatre. Siguiendo el principio de hacer las cosas por sí mismos, los músicos entregaron personalmente sus álbumes a varias tiendas de discos y reservaron sus propios espectáculos.
El 7de agosto de 2020, lanzaron su álbum debut, We Live Here. Luego realizaron una gira como teloneros deOffspring y Biffy Clyro y actuaron en los festivales de Reading y Leeds en 2021.
El 22 de abril de 2022, lanzaron su segundo álbum de estudio, Bob Vylan Presents the Price of Life, que entró en la lista de álbumes del Reino Unido en el número 18.
El 27de octubre de 2023, lanzaron dos sencillos de su tercer álbum de estudio, Humble as the Sun. El álbum fue lanzado el 5 de abril de 2024. 

## Controversia del Festival de Glastonbury de 2025
La banda actuó en el Festival de Glastonbury de 2025 frente a una pantalla que decía "Palestina libre: las Naciones Unidas lo han llamado genocidio . La BBC lo llama 'conflicto' " En un momento de su actuación, Bobby Vylan coreó: "Está bien, pero ¿habéis oído esto? ¡Muerte, muerte a las FDI!", y declaró: "Diablos, sí, desde el río hasta el mar, Palestina debe ser, será – insha'Allah – ¡será libre!" La banda fue uno de los varios grupos que hicieron declaraciones en apoyo de Palestina durante sus presentaciones, junto con los grupos irlandeses CMAT, Inhaler y Kneecap. Las bandas Massive Attack, Fontaines DC y Amyl and the Sniffers hablaron en apoyo de Bob Vylan. Massive Attack pidió a los medios que se centraran en "lo que le sucede diariamente a la gente de Gaza" en lugar de en Bob Vylan.
Los cánticos de Bob Vylan, en particular los relativos a "muerte a las FDI", dieron lugar a críticas y condenas por parte del gobierno de Israel y de sus apoyos en Occidente. La embajada israelí en el Reino Unido llamó a los cánticos "retórica incendiaria y de odio" y glorificación de la violencia. El primer ministro británico Keir Starmer calificó la actuación de "discurso de odio atroz" y declaró que la BBC tenía preguntas que responder sobre su transmisión del incidente. La líder conservadora británica Kemi Badenoch calificó la escena de "grotesca" y lo calificó de glorificación de "la violencia contra los judíos". La policía de Avon y Somerset abrió una investigación criminal por el cántico. La secretaria de Cultura, Lisa Nandy, exigió al director general de la BBC, Tim Davie, una "explicación urgente sobre la debida diligencia" que llevó a cabo la corporación antes de transmitir el acto; la BBC había vetado anteriormente la retransmisión de la actuación de Kneecap, conocida por su denuncia de los crímenes de Israel.La BBC se disculpó por lo que denominó contenido "profundamente ofensivo" y borró la actuación de BBC iPlayer añadiendo que "deberían haber interrumpido [la retransmisión] durante la actuación".
El Departamento de Estado de EE. UU. revocó las visas de entrada del dúo, saboteando así su gira planificada para otoño. Kneecap había perdido anteriormente su patrocinador de visa estadounidense en circunstancias similares.
Por el contrario, el abogado Jolyon Maugham cuestionó que los comentarios constituyeran un delito, ya que estaban dirigidos al ejército israelí y no al pueblo judío. Jordan Benjamin, más conocido como Grandson, declaró: "Como artista judío, me siento profundamente ofendido por la combinación de críticas contra una fuerza militar conocida por su violencia indiscriminada con el antisemitismo".
United Talent Agency, que representaba al grupo, los abandonó como cliente después del incidente. Bob Vylan fue eliminado de los festivales Radar Festival y Kave Fest. La banda irlandesa The Scratch y la banda maltesa-inglesa ĠENN se retiraron del Radar Festival como protesta.
Bobbie Vylan emitió un comunicado diciendo: "El mensaje principal es: no dejen que los medios los distraigan de lo verdaderamente importante. [...] Quieren controlar la narrativa de este país para presentar el genocidio como que Israel se defiende [...] Independientemente de cómo se haya dicho, pedir el fin de la masacre de inocentes nunca está mal". La banda también declaró: "No estamos a favor de la muerte de judíos, árabes ni de ninguna otra raza o grupo de personas. Estamos a favor del desmantelamiento de una maquinaria militar violenta. Una maquinaria cuyos propios soldados recibieron instrucciones de usar 'fuerza letal innecesaria' contra civiles inocentes que esperaban ayuda . Una maquinaria que ha destruido gran parte de Gaza ".

## Estilo musical

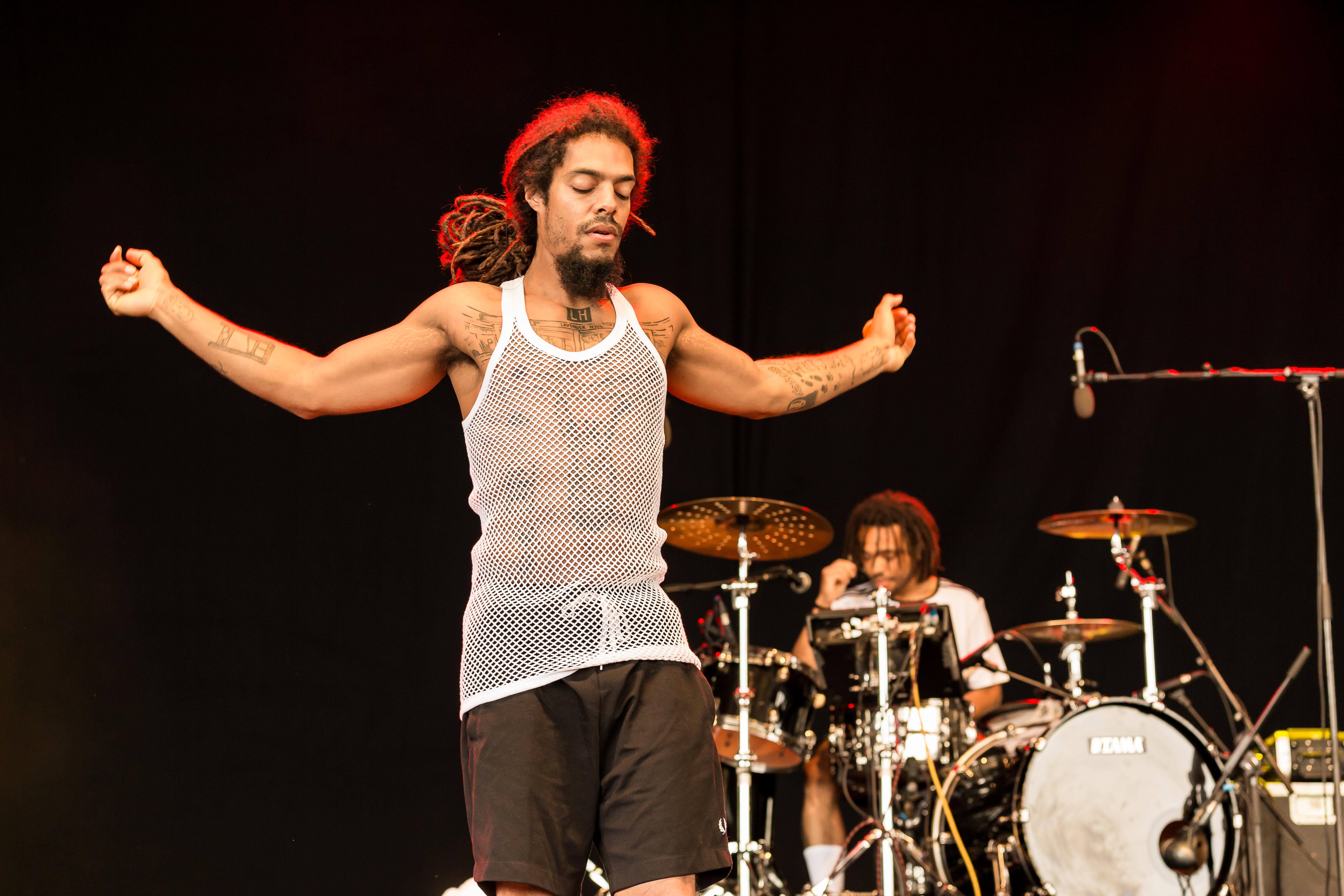
Bob Vylan en Full Force 2022 en Ferropolis, Alemania.

Bob Vylan combina el grime rap con el punk rock . El cantante Bobby Vylan creció escuchando rap, grime, punk e indie rock . Después de aprender a tocar la guitarra, quiso incorporar todas sus influencias en su música. Su música también está influenciada por géneros jamaicanos como tributo a la ascendencia jamaicana de Bobby; las canciones "Wicked and Bad" y "Health Is Wealth" de su álbum The Price of Life contienen elementos de dancehall y reggae. Su música también contiene elementos de poesía hablada, como "Intro" en We Live Here e "Interlude" en The Price of Life.
Entre sus influencias musicales se cuentan Johnny Rotten y Akala de los Sex Pistols así como los raperos Dizzee Rascal, Stormzy y Skepta. A pesar de su nombre artístico, la pareja no cita a Bob Dylan como influencia musical. En una entrevista de 2024 con DIY, el cantante principal Bobby atribuyó gran parte de su influencia lírica a la fallecida Whitney Houston, y el baterista Bobbie agregó: "Whitney era todo para mí cuando era niño".
La revista estadounidense Alternative Press recomendó a Bob Vylan para los fans de Idles, Fever 333 y Turnstile . Ian Winwood, de la revista británica Kerrang!, nombró a Bob Vylan la banda punk más emocionante e importante del Reino Unido en 2022.
Los temas que abordan en sus letras incluyen cuestiones sociales y políticas diversas como el racismo, la violencia policial, la desigualdad económica, el acceso a alimentos saludables, la gentrificación, la salud mental, la paternidad, el capitalismo tardío, la homofobia, la masculinidad tóxica, la hipocresía política de Gran Bretaña y la industria farmacéutica. La dificultad de ser un hombre negro en Europa aparece en muchos de sus álbumes, que mencionan el racismo institucional que contribuye a la pobreza de las comunidades negras, las amenazas policiales y las dificultades para ser un padre negro en un mundo que amenaza a sus hijos.
Walter Rodney, académico guyanés y activista anticolonial, aparece en "Walter Speaks" y "Health Is Wealth".

## Premios
- MOBO Awards 2022 a mejor banda de música alternativa.[33]
- Kerrang! Awards 2022 al álbum Bob Vylan Presents the Price of Life.[34]